# Badminton-Nationalliga A 1987/88
Die Badminton-Nationalliga A der Saison 1987/1988 als höchste Spielklasse im Badminton in der Schweiz zur Ermittlung des nationalen Mannschaftsmeisters bestand aus 14 Spieltagen im Modus Jeder-gegen-jeden mit Hin- und Rückspiel. Meister wurde BC Olympic Lausanne.

## Endstand
| Platz | Verein              | Spiele | Punkte |
| ----- | ------------------- | ------ | ------ |
| 1.    | BC Olympic Lausanne | 14     | 34     |
| 2.    | BC Uzwil            | 14     | 29     |
| 3.    | BC Vitudurum        | 14     | 28     |
| 4.    | BC St. Gallen       | 14     | 19     |
| 5.    | BC Basilisk         | 14     | 17     |
| 6.    | Gym Münchenstein    | 14     | 16     |
| 7.    | BC Gebenstorf       | 14     | 15     |
| 8.    | BC Genève           | 14     | 04     |